# Melanagromyza scottburghensis
Melanagromyza scottburghensis är en tvåvingeart som beskrevs av Spencer 1965. Melanagromyza scottburghensis ingår i släktet Melanagromyza och familjen minerarflugor. Inga underarter finns listade i Catalogue of Life.